# Effet chocolat
Effet chocolat est le 6e épisode de la saison 3 de la série télévisée Buffy contre les vampires.

## Résumé
Les élèves du lycée de Sunnydale doivent vendre du chocolat pour lever des fonds pour les activités du lycée. Ce chocolat a été créé par Ethan Rayne à la demande du maire et par l'intermédiaire de Mister Trick. La friandise, qui crée une dépendance, a pour effet de changer le comportement des adultes : ceux qui le mangent se mettent à se comporter comme des adolescents, et perdent leur sens des responsabilités. Ainsi, Giles et Joyce sortent ensemble et Buffy et Willow trouvent le Bronze envahi par des adultes, dont le principal Snyder.
Alors que les adultes s’amusent toute la soirée, des vampires kidnappent les nouveau-nés de Sunnydale. Ceux-ci doivent servir de sacrifice à Lurconis, un démon des égouts. Buffy découvre que c'est le chocolat qui provoque ce comportement. Elle se rend à l'entrepôt où il est fabriqué, accompagnée de sa mère et de Giles, qu'elle a surpris en train de s'embrasser, ainsi que de Snyder. Dans l'entrepôt, elle trouve Ethan Rayne qui lui apprend la finalité du plan avant de réussir à s'enfuir. Buffy se rend alors dans les égouts et interrompt la cérémonie à temps pour sauver les bébés. Le lendemain, les adultes ont retrouvé leur comportement habituel.

## Production
La scénariste de l'épisode, Jane Espenson, a été recrutée pour la série sur la réécriture qu'elle avait faite du script. Elle voulait illustrer l'idée que « bien qu'on pense que ce serait mieux si nos parents étaient un peu moins responsables, en réalité cette idée est effrayante et dangereuse ». Elle dit qu'au début, elle n'avait pas prévu la relation sexuelle entre Joyce et Giles et que c'est l'une des grandes forces de la série d'oser évoquer ce genre de choses.

## Statut particulier
C'est le premier épisode de la série écrit par Jane Espenson. Sous l'effet d'un sort, les adultes agissent comme des adolescents, prétexte à de nombreuses situations comiques. Noel Murray, du site The A.V. Club, affirme avoir « apprécié beaucoup d'éléments » de l'épisode, notamment « l'idée qu'on puisse se débarrasser aisément de beaucoup de choses qui régissent une société », regrettant seulement que le comportement des adultes implique que les adolescents « ne pensent jamais clairement ». Les rédacteurs de la BBC mettent en avant « les dialogues vraiment excellents » et un « scénario linéaire mais solide » avec « comme cerise sur le gâteau », les remarquables interprétations d'Armin Shimerman, Anthony Stewart Head et Kristine Sutherland. Mikelangelo Marinaro, du site Critically Touched, lui donne la note de A-, évoquant un épisode « très amusant », rendu supérieur par le fait qu'il soit relié à l'arc narratif principal de la saison et par « les petites touches de caractérisation qu'il apporte aux personnages de Buffy, Joyce, Giles et Snyder ». Pour Nikki Stafford, c'est un épisode « absolument hilarant » notamment en raison des réactions des véritables adolescents et parce que « les adultes conservent leurs souvenirs ».

## Analyse
L'épisode est basé sur le paradoxe qui existe, pour les adolescents, entre le fait de vouloir des parents qui soient plus proches d'eux et la peur de les voir agir sans les garde-fous propres à l'âge adulte. 
L'acteur Danny Strong cite cet épisode comme l'un de ses préférés. Il a adore le fait que « Buffy, Alex et les autres soient si énervés par les adultes se comportant comme des gamins. L'inversion des rôles parents/enfants a vraiment bien fonctionné dans cet épisode ».

## Musique
- Christophe Beck - Sugar High
- Christophe Beck - Tai Chi
- Every Bit of Nothing - Slip Jimmy
- Four Star Mary - Violent
- Mad Cow - Blase
- Cream - Tales of Brave Ulysses. Cette chanson est reprise dans l'épisode  Pour toujours, où le personnage de Giles l'écoute après la mort de Joyce en souvenir de leur relation.

## Distribution

### Acteurs et actrices crédités au générique
- Sarah Michelle Gellar : Buffy Summers
- Nicholas Brendon : Alexander Harris
- Alyson Hannigan : Willow Rosenberg
- Charisma Carpenter : Cordelia Chase
- David Boreanaz : Angel
- Seth Green : Oz
- Anthony Stewart Head : Rupert Giles

### Acteurs et actrices crédités en début d'épisode
- Kristine Sutherland : Joyce Summers
- K. Todd Freeman : Mister Trick
- Robin Sachs : Ethan Rayne
- Harry Groener : Richard Wilkins
- Armin Shimerman : Principal R. Snyder

### Acteurs et actrices crédités en fin d'épisode
- Jason Hall : Devon MacLeish
- Peg Stewart : Ms. Barton